# Twenty Flight Rock
Singles de Eddie Cochran
Drive In Show
(1957) Jeannie Jeannie Jeannie
(1958)
Twenty Flight Rock est une chanson d'Eddie Cochran.
Elle voit le jour en 1956 dans le film La Blonde et moi (The Girl Can't Help It) : Cochran l'interprète dans une scène. Cette version est enregistrée en juillet 1956 aux studios Gold Star avec Connie Smith et Jerry Capehart. L'année suivante, Cochran ré-enregistre la chanson avec Connie Smith, Perry Botkin et le Johnny Mann Chorus. Cette deuxième version sort en single en 1957 et ne rencontre pas un succès foudroyant, bien que le single connaisse des ventes régulières sur une longue période.
Le célèbre bassiste des Beatles, Paul McCartney, tout juste âgé de 15 ans, choisit Twenty Flight Rock comme première chanson lors de son audition par John Lennon, lui-même âgé de 16 ans. L’audition se déroula  au St. Peter's Church Hall à Liverpool, avant une fête dans le jardin de l'église. Une scène du film Nowhere Boy de Sam Taylor-Wood sorti en 2009 relate ce moment historique.
John Lennon fut très impressionné par la capacité de Paul McCartney à interpréter cette chanson et l’invita à rejoindre, les Quarrymen, son groupe qui allait devenir les Beatles quelques années plus tard. Lors de la réalisation de The Beatles Anthology, Paul McCartney confia que selon lui, ce qui avait le plus impressionné Lennon avait été qu’il connaissait parfaitement le texte.

## Reprises et adaptations
- Cliff Richard and The Shadows Modèle:Single "Magic Notes" COLUMBIA (1959)
- Vince Taylor et ses play-boys Modèle:Single Barclay (1961)
- Commander Cody and His Lost Planet Airmen sur l'album Lost in the Ozone (en) (1971)
- Montrose sur l'album Warner Bros. Presents... Montrose! (1975)
- The Rolling Stones sur l'album live Still Life: American Concert 1981 (1982)
- Paul McCartney sur l'album Снова в СССР (1988)
- Tiger Army sur l'album Tiger Army (1999)

Twenty Long Flight est adaptée en français par Long Chris pour Johnny Hallyday sous le titre 37e étage, sur l'album Rock à Memphis (1975).